# Lac à Ted
Le lac à Ted est un lac d'eau douce situé dans la municipalité de Namur au Québec, administré par la municipalité régionale de comté de Papineau, dans la région administrative de l'Outaouais, au Canada.

## Géographie
Ce lac possède une superficie d’environ 2,9 ha. Il est alimenté en eau par plusieurs ruisseaux innommés et rejette ses eaux dans l’un d’entre eux.

## Toponymie
Le toponyme « Lac à Ted » a été officialisé le 15 septembre 1988 par la Commission de toponymie du Québec.